# Колонизация Европы
Колонизация Европы — фантастические и практические проекты освоения четвёртого по величине спутника Юпитера.
Спутник Юпитера Европа рассматривается как писателями-фантастами, так и учёными в качестве потенциального объекта колонизации. Особенности геологического строения спутника, в том числе вероятность наличия под поверхностью океана жидкой воды, позволяет рассматривать различные проекты станций как на поверхности Европы, так и подо льдом.

## Реализуемость проекта
По сравнению со многими другими планетами и спутниками внешней Солнечной системы, Европа обладает рядом особенностей, делающих её более предпочтительным объектом для колонизации. В то же время, при освоении данного спутника человечеству придется решить ряд проблем.

### Потенциальные преимущества
По мнению исследователей, под ледяной поверхностью спутника может находиться океан жидкой воды. Доступ к воде из этого океана представляет значительную проблему. Однако именно наличие больших масс воды является наиболее значимым преимуществом в любом сценарии колонизации. Вода из подлёдного океана не только сможет обеспечить потребности колонистов в питьевой воде, но и может быть использована для производства кислорода. Согласно отдельным исследованиям, радиолиз поверхностного льда мог привести к его разложению на водород и кислород.

### Потенциальные проблемы
Колонизация Европы сопряжена с целым рядом проблем. Одной из них является высокий уровень радиации на поверхности спутника. Высокий радиационный фон на поверхности Европы обусловлен высокой интенсивностью излучения радиационного пояса Юпитера. Для сравнения, мощность излучения окружающего Землю радиационного пояса Ван Аллена в 10 раз ниже. Так как интенсивность ионизирующего излучения на поверхности Европы составляет 540 бэр в день (смертельная доза для человека — 500 бэр), то нахождение на поверхности спутника без существенной защиты не представляется возможным. Будущим колонистам придётся укрыться  от действия магнитосферы Юпитера в подповерхностных жилищах. От радиации их защитит ледяной панцирь, покрывающий всю поверхность Европы.
Еще одной проблемой является температура, которая на поверхности Европы обычно держится на уровне −170 °C. В то же время тот факт, что под поверхностью спутника находится океан жидкой воды, а также то, что колонисты, укрываясь от губительной радиации Юпитера, будут проводить под ледяным панцирем Европы, в некоторой степени снижает значимость проблемы низкой температуры на поверхности этого спутника Юпитера.
Колонизацию может дополнительно осложнить малая сила тяжести на поверхности спутника. Влияние низкой гравитации на здоровье человека ещё до конца не изучено, тем не менее уже известно, что сравнительно долгое нахождение в состоянии невесомости или близком к нему приводит к атрофии мышечной и костной ткани и нарушениям в работе иммунной системы. На околоземной орбите космонавты находятся в условиях микрогравитации до года и более. Для поддержания мышечного тонуса космонавты ежедневно уделяют значительное время интенсивным физическим тренировкам. Тем не менее не все негативные последствия низкой гравитации на организм человека ещё изучены. Исследования в этой области сдерживает малое количество людей, находящихся в условиях невесомости. То же относится к исследованию влияния невесомости на детей в период вынашивания и роста. Существует гипотеза, что дети, рожденные и выросшие в условиях низкой гравитации, не будут приспособлены к жизни на Земле, где сила тяжести значительно выше, чем на Европе.
Было также выдвинуто предположение, что в подповерхностном океане Европы могут присутствовать внеземные формы жизни. Если данная гипотеза подтвердится, то человеку придётся столкнуться с потенциально опасными микроорганизмами, или агрессивными формами внеземной жизни. Исследования последних лет показали, что воздействие солнечной радиации на поверхность Европы может вызвать выделение кислорода, который, под влиянием глубоководных восходящих течений, может поступать в воду подповерхностного океана. В этом случае содержание кислорода в океане Европы может быть равным или выше чем в мировом океане, что, вероятно, создает условия, достаточные для существования весьма сложных форм жизни.
Потенциальной проблемой является подвижный характер поверхности спутника. Проведённые исследования свидетельствуют о наличии геологической активности на Европе. Наружная кора и тектонические плиты Европы весьма сходны с земными. Реконструкция многолетней тектонической активности на площади, сопоставимой с занимаемой штатом Алабама, показала, что литосферная плита размером со штат Массачусетс сместилась под другую плиту и исчезла.

## Проект колонизации Artemis
В 1997 году неправительственная организация Artemis выступила с идеей колонизации Европы. Согласно этому плану, исследователи сначала создадут небольшую базу на поверхности. После этого они начнут бурить покрывающую спутник ледяную корку, пока не достигнут гипотетического подповерхностного океана. Затем колонисты создадут (или, вероятно, найдут) «карман» между ледяной коркой и поверхностью воды, в котором и будет создана база. Таким образом, база будет защищена толстым слоем льда от губительной радиации Юпитера. Наличие жидкой воды позволяет надеяться, что температура подо льдом более приемлемая, чем на поверхности.

## Колонизация Европы в художественной литературе
- Европа играет важную роль в книге Артура Чарльза Кларка «2010: Одиссея Два» и в фильме по его мотивам, а также в других произведениях цикла «Космическая Одиссея». Представители высокоразвитой внеземной цивилизации, способствующей распространению жизни, заинтересовались примитивными организмами, живущими под ледяной толщей Европы. Они трансформируют Юпитер в звезду, чтобы запустить процесс эволюции на этой планете, и запрещают людям высаживаться на планету или колонизировать её. В «2061: Одиссея Три» Европа — тропический мир, большую часть поверхности которого составляет океан.
- В романе Брюса Стерлинга «Схизматрица» Европа населена генетически модифицированными постлюдьми.
- В романе Аластера Рейнольдса «Шпион на Европе» планету населяет высокоразвитая цивилизация людей под названием Демархисты. Люди проживают в колониях, расположенных в основном на обратной стороне ледяного панциря планеты. В романе также присутствует раса генетически изменённых людей, приспособившихся к жизни в приповерхностном океане. Некоторые из её представителей фигурируют в рассказе Рейнолдса «Бестиарий Графенвальдера» (2006).